# Патент
Патентът (от латински: patens – открит, ясен, очевиден; напр. litterae patentes – открито писмо, грамота) е форма на интелектуалната собственост.
Представлява защитен документ, удостоверяващ буквално изключително право, авторство и приоритет на изобретението. Включва набор от изключителни права, предоставени от суверенна държава на изобретател или упълномощено от него лице за ограничен период от време в замяна на публичното оповестяване на дадено изобретение. Срокът на действие на патента в различните страни варира, като минималното е 5 до 35 години, а в България е 20 години от датата на подаване на заявката за патент.
До 1993 г. в България действа Законът за изобретенията и рационализациите. Съгласно този закон на изобретателя се е издавало авторско свидетелство или патент. С толерираната от държавата форма „авторско свидетелство“ само се признава авторството, но то не дава икономически права – възнаграждение се предвижда, само ако изобретението се внедри. Държавата е имала изключителното право да използва изобретението. Смята се, че всички интелектуални постижения трябва да са общодостъпни, докато патентовано изобретение може да се ползва само от притежателя на патента.
Патентите се издават от съответните национални държавни органи за правна закрила на обектите на индустриална или интелектуална собственост. В България този орган е Патентното ведомство. Всеки патент удостоверява:
- наличието на патентоспособно изобретение,
- приоритета,
- изобретателя и
- изключителното право на притежателя на патента върху изобретението.

Изключителното право върху изобретението включва:
1. правото на използване на изобретението,
2. забраната трети лица да го използват без съгласие на притежателя на патента и
3. правото на разпореждане с патента.

Когато предмет на патента е продукт (изделие, устройство, машина, съоръжение, вещество и др.), притежателят на патента има право да забрани на трети лица да ползват или произвеждат продукта, както и да търгуват с него. Когато предмет на патента е метод, притежателят има право да забрани на трети лица да прилагат метода, както и да ползват или да търгуват с продукта, директно получен при използване на метода.
Български изобретатели имат право да заявяват за патентоване в чужбина свое изобретение, но след изтичане на 3 месеца от подаване на заявка за патент в България.
За поддържане действието на патента се заплащат годишни патентни такси.
Ключова международна конвенция относно патентите е Парижката конвенция за закрила на индустриалната собственост, първоначално подписана през 1883 г. Парижката конвенция определя набор от основни правила, свързани с патентите, и въпреки че Конвенцията няма пряко правно действие във всички национални законодателства, принципите на конвенцията са включени във всички значителни съвременни патентни системи. Най-важният аспект на тази конвенция е предоставянето на правото да се позове на приоритет: подаване на заявление в една държава членка на Парижката конвенция запазва за една година правото за подаване във всяка друга страна-членка и получаване на ползи от първоначалната датата на подаване. Тъй като правото на патент е силно зависимо от срока, това право е в основата на съвременната употреба на патента.

## Критики и алтернативи
Според Джеймс Бесен, премахване на патентната система ще увеличи стимулите за иновации във всички отрасли, с изключение на химия и фармацевтични продукти чрез премахване на разходи за съдебни спорове.
Алтернативи са били обсъждани, за да се отговори на въпроса на финансова стимулация, за да замени патенти. Предимно те са свързани с някаква форма на пряко или непряко държавно финансиране. Един такъв пример е идеята за предоставяне на „парична награда“ (от „награден фонд“, спонсориран от правителството) като заместител на пропуснатите ползи, свързани с въздържане от монопола с патентите. Друг подход е да се премахнат на въпроса за финансиране на развитието от частната сфера, всички заедно, както и за покриване на разходите с пряко държавно финансиране.
Търговските тайни са съществуваща алтернатива на патентната система. Като се има предвид тяхната популярност, е предложено за засилване за неразкриване в трудовото законодателство, отнасящи се до търговските тайни.
Разходите за подготовка и подаване на заявка за патент, за издаване и поддържане на патента, се различават от една юрисдикция към друга, и може да бъдат много различни в зависимост от вида и сложността на изобретението, както и от вида на патент.
Европейското патентно ведомство преценява през 2005 г., че средния разход за получаване на европейски патент и поддържане на патента за срок от 10 години е около 32 000 евро. В Съединените щати през 2000 г. разходите за получаване на патент се оценяват на $10 000 до $30 000 за един патент.

## Право на заявяване и право на патент
Право на заявяване (право да постави началото на процедурата) има всяко физическо или юридическо лице. След като главното лице създаде изобретения, съществува право на заявяване, ако изобретателят почине или прехвърли на друго лице приемник. Право на заявяване принадлежи на възложителя. Ако няма изрична уговорка между работодателя или изобретателя, при възложителния договор важи уговорката: Заявителят същевременно има право да възложи: 1. относно изобретателите – справедливо възнаграждение 2. относно справедливо възнаграждение – общия приход за работодателя. Право на патент (право да получи закрила) има изобретателят или неговите правоприемници – както частни, така и универсални. ЕПК установява оборима презумпция, че заявителят притежава право на патент – целта е да не се създава твърде продължителна процедура, при която всеки път да трябва да се проверява дали заявителят е истинският изобретател или негов правоприемник. Ако презумпцията бъде оборена по съответния законов ред, правата на установения истински изобретател са предвидени в чл. 61 ЕПК.

## Приложимо право
На безвъзмездната финансова помощ и изпълнение на патенти се урежда от националните закони, а също и от международни договори, когато тези договори са били в сила в националните закони. Патентите са, следователно, с териториален характер.
Често, една нация образува Патентното ведомство с отговорността за експлоатацията на патентната система, в рамките на съответните патентни закони. Патентното ведомство като цяло има отговорност за издаване на патенти, с нарушение е от компетентността на националните съдилища.
Налице е тенденция към глобално хармонизиране на патентните закони, Световната търговска организация (СТО) са особено активни в тази област. Споразумението ТРИПС е до голяма степен успешно в предоставянето на форум за нацията за споразумяване за единно набор от патентното законодателство. Съответствие със Споразумението ТРИПС, се изисква, допускането до СТО и така, се вижда от много народи като важно. Това също доведе до много развиващи се страни, които исторически са разработили различни закони за подпомагане на тяхното развитие, прилагането на патенти законите в съответствие със световната практика.
Органът за патентни устава в различните страни варира. Във Великобритания, материалното патентно право се съдържа в Закона за патентите, Закон от 1977 г., изменен. В САЩ, Конституцията дава възможност на Конгреса да правят закони, за да „насърчава прогреса на науката и полезните изкуства ...“ Законите издадени от Конгреса са систематизирани в дял 35 от Кодекса на САЩ и създадени патенти и търговски марки.
В допълнение, има международни процедури на договор, като процедурите в рамките на Европейската патентна конвенция (ЕПК) [администрирани от Европейската патентна организация (EPOрг)], както и Договорът за патентно коопериране (ДПК) (администрирана от Световната организация за интелектуална собственост и обхваща повече от 140 страни), централизиране на някаква част от подаване на заявката и процедурата по инспектиране. Подобни налице необходимите договорености между държавите членки на ARIPO и OAPI, на аналогични договори между африканските страни, и девет от ОНД държави членки, които са образували Евразия Патентна организация.

## Изпълнение
Патенти само като цяло могат да бъдат приложени чрез граждански дела (например за патент на САЩ, от иск за нарушаване на патент във федерален съд), въпреки че някои страни (като Франция и Австрия) имат наказателни санкции за нарушение на злонамереност. Обикновено собственикът на патента ще търси парично обезщетение за минало нарушение, и ще търси разпореждане, забраняващо на ответника от участие в бъдещи актове на нарушение. За да докаже нарушението, собственикът на патента трябва да установи, че обвиняемият нарушител нарушава поне една от „правата“ на патента.
Важно ограничение върху способността на притежател на патент, да отстоява успешно патент в гражданския съдебен процес е правото да оспори валидността на патента. Гражданските съдилища изслушат патентни дела, може и често не декларират патенти, които не са валидни. Патентът може да бъде намерен за недействителен на основание, че са изложени в съответното законодателство на патент, който се различава в различните страни. Често, основанията са подмножество на изискванията за патентоспособността в съответната страна. Въпреки че нарушителя, като цяло е свободен да разчита на всички налични основания за недействителност (като предварително публикуване, например), някои страни санкциите за предотвратяване на едни и същи въпроси на валидност, се преоспорва. Пример за това е Великобритания Сертификат за оспорване на валидност.
Патентни лицензионни споразумения са договори, в които притежателя на патента (лицензодател) се съгласява да се откаже от правото си да заведе дело срещу лицензополучателя за нарушаване на патентни права на лицензодателя, обикновено в замяна на възнаграждение или друга компенсация. Той е общ за фирми, ангажирани в сложни технически области, за да влезе в десетката на лицензионните споразумения, свързани с производството на един продукт. Нещо повече, често конкурентите в такива области на лицензионни патенти взаимно се съгласяват на лицензионните споразумения, с цел да споделят ползите от използването на патентовани изобретения.
Следователно, патентите могат да бъдат прилоцени чрез съдебни спорове. Патентите също може да бъде предмет на лицензионни споразумения. По-голямата част на патентите обаче никога не са съдени или дори лицензирани.

## Прилагане и наказателно преследване
За патента се изисква подаване на писмено заявление в съответното патентно ведомство. Лице или фирма, подава заявлението. Заявителят може да бъде изобретателя или на неговия правоприемник. Заявлението съдържа описание на това как се прави и използва изобретението, трябва да предостави достатъчно подробности на лицето, което има умения в изкуството (т.е. съответната област на технологията), за да правят и използват на изобретението. В някои страни има изисквания за предоставяне на конкретна информация, като полезността на изобретението, най-добрия режим на изпълнение на изобретението, известен на изобретателя или на технически проблеми или проблеми, решени от изобретението. Също може да се предоставят и чертежи, илюстриращи изобретението.
След подаването на молбата, заявлението често е наричано като „в процес на патентоване“, този термин не предоставя правна защита на патента.
За да бъде заверен патента в дадена страна, патентната заявка трябва да отговаря на изискванията за патентоспособност на тази страна. Повечето патентни ведомства разглеждат заявлението за съответствие с тези изисквания. Ако заявлението не отговаря на изискванията, възраженията могат да се подават от кандидата или от неговия агент по патентите или от адвоката, обикновено се предоставя жалба с възраженията.
След като бъде предоставен патентът, в повечето страни таксите за подновяване са за да се запази патента в сила. Тези такси обикновено се плащат на годишна основа, въпреки че САЩ е едно забележително изключение. Някои страни и регионални патентни ведомства (напр. Европейското патентно ведомство) също се нуждаят от годишните такси за подновяване, които се плащат за заявка за патента.
Отстраняването на право не е задължително да даде право на собственика на патента за използване на патент. Например, много изобретения, които са подобрения на предходни изобретения, може все още да бъдат обхванати от някой друг патент. Ако изобретател отнема един съществуващ патент като например капана за мишки и в дизайна, добави едно нова функция, за да направи едно подобрение на капана, и получи патент на подобрението, то той или тя може само да узакони своето подобрение на капана за мишки с разрешение от притежателя на патента на оригиналния капан за мишки, ако първоначалната заявка за патент е все още в сила. От друга страна, собственикът на подобрението на капана за мишки патент може да изключи първоначалния собственик на патент от използване на подобрението.
Някои страни имат „Работни разпоредби“, които изискват изобретението да бъде експлоатирано в юрисдикцията, която обхваща. Последици от не работещо изобретение варират от една държава в друга, отнемането на патентните права по отношение на възлагането на принудителна лицензия, издадени от съдилищата на страната, желаещи да експлоатират патентовано изобретение. Патентопритежателят има възможност да оспори отнемането на лиценза, но обикновено се изисква да предостави доказателства, че разумните изисквания на обществото са били изпълнени от работата на изобретението.

## Собственост
В повечето страни както физически лица, така и юридически лица могат да кандидатстват за патент. В Съединените щати обаче само изобретателят може да кандидатства за патент, въпреки че той може да бъде юридическо лице, а впоследствие и изобретателят може да изиска да предостави своето изобретение на неговия работодател по трудов договор. В повечето европейски страни собствеността върху едно изобретение може да премине от изобретателя към неговия работодател според закона.
Изобретателите, техните наследници или техните синдици могат да станат притежатели на патент, когато е предоставено съгласие. Ако патент се предоставя на повече от един собственик, законите на въпросната страна и всяко споразумение между собствениците може да повлияе на степента, до която всеки собственик може да използва патента. Например, в някои страни, всеки от собствениците може свободно да лицензира или да прехвърлят правата си върху патента на друго лице, докато в други страни е забранено подобно действие без разрешение на другия носител.
Изобретателите могат да получат патенти и след това ги продават на трети страни. Третите страни притежават патентите и имат същите права да попречат на другите да използват заявените изобретения, както ако те самите са направили изобретенията.